# Айгурский
Айгу́рский — посёлок в Апанасенковском муниципальном округе Ставропольского края России.

## География
Посёлок расположен на правом берегу реки Айгурка, в 127 км к северо-востоку от краевого центра и в 25 км к югу районного центра.

## Варианты названия
Название колонии Розенфельд (нем. Rosenfeld) состоит из слов rosen (роза) и feld (поле) и дословно переводится как «Розовое поле» («Поле роз»). Наряду с немецким наименованием данного населённого пункта также существовал вариант на русском — Розовка.
В статье доктора филологических наук З. Е. Фоминой «Образ немца в топонимах немецких поселений в России» (2015) отмечается, что пространственные понятия feld, а также tal (долина), dorf (деревня), reich (империя, царство) лежат в основе большинства наименований поселений, созданных российскими немцами:

Приоритетность выбора именно данных понятий (с относительно локальной пространственной семантикой) для наименования немецких поселений обусловлена … природно-географическими факторами, то есть особенностями природной (ландшафтной) инфраструктуры самих бывших немецких княжеств, большинство из которых располагалось в долинах, в окружении полей и представляло собой небольшие царства. Эта же традиция наречения была перенесена и на территорию России, где впервые основывались немецкие поселения.— Фомина З. Е. «Образ немца в топонимах немецких поселений в России»
В энциклопедическом словаре «Немцы России» (2006) населённый пункт Розенфельд также значится как Харитоновский. Другие варианты, встречающиеся в источниках: Харитоновское, колония Харитоновская, колония Харитоновка, хутор Харитонов, хутор Харитоновский:271.
В «Реестре нормализованных названий ранее существовавших географических объектов, зарегистрированных в АГКГН на 18/11/2010. Ставропольский край» для хутора Харитоновского приводятся варианты названия Центральная усадьба совхоза № 20 «Айгурский» и Айгурский.
Происхождение топонима Айгурский связано с рекой Айгуркой, название которой предположительно образовано от тюркского (татарского) слова айгыр (жеребец) и могло указывать на её «бурный нрав во время половодья».

## История
После окончания Русско-турецкой войны 1768—1774 годов в числе мер российского правительства, направленных на ускорение процесса колонизации пустующих земель Северного Кавказа (в том числе земель нынешнего Ставропольского края), было заселение их иностранными колонистами, в особенности выходцами из Германии, Великобритании и ряда других стран. Появление первых немецких переселенцев на Ставрополье относится ко 2-й половине XVIII века, а в XIX веке здесь начали возникать самостоятельные поселения российских немцев.
Посёлок Айгурский образован на месте бывшего немецкого поселения Розенфельд (Розовка, также Харитоновский, Немецкий околонок). Датой основания посёлка считается 1932 год (по другим данным — 1935 год).
Населённый пункт Розенфельд (Розовка) был основан меннонитами и входил в Вознесенскую волость Благодаринского (Новогригорьевского) уезда Ставропольской губернии; в советское время числился в составе Вознесеновского сельсовета Дивенского района Ставропольского округа Северо-Кавказского края:271.
Составной частью хозяйства жителей этого меннонитского поселения являлось огородничество и виноградарство, которые, как утверждает доктор исторических наук Т. Н. Плохотнюк, «в немецких колониях Северного Кавказа были распространены повсеместно».

Виноградники <…> закладывали с самого основания колоний. Для многих немецких переселенцев <…>, прежде всего из Бессарабии и Таврической губернии, виноградарство было традиционным занятием. Меннониты освоили его впервые, переселившись в Северо-Кавказский регион.— Плохотнюк Т. Н. «Российские немцы на Северном Кавказе»
В 1920 году в колонии Харитоновской (бывшей Розенфельд) проживал 281 человек, в 1926 году — 239 человек (в том числе 181 немец):260. К середине 1920-х годов здесь насчитывалось 40 дворов, 2 колодца и пруд:271; работали начальная школа и красный уголок.
В 1932 году земли бывших арендаторов и заводчиков с хуторами Вольный, Воровской (им. Воровского), Харитоновский и Черниговский отошли совхозу № 20 «Айгурский», созданному при разукрупнении овцесовхоза № 11 «Советское Руно» (Виноделенский район):251. Из указанных хуторов образовались центральная усадьба (х. Харитоновский) и 3 фермы (1-я — х. Воровской, 2-я — Черниговский, 3-я — х. Вольный). Согласно справочнику «История городов и сёл Ставрополья» (2008), первыми жителями посёлка центральной усадьбы были преимущественно переселенцы из раскулаченных хозяйств ближайших населённых пунктов.
К основным направлениям деятельности совхоза № 20 относились разведение овец, производство баранины и шерсти для государства; в дальнейшем здесь также стали выращивать племенных крупных овец для продажи в хозяйства края. В конце 1930-х годов в овцесовхоз входили уже только три посёлка: Центральная усадьба совхоза «Айгурский», Первая ферма совхоза «Айгурский» (ныне — посёлок Водный) и Вторая ферма совхоза «Айгурский» (ныне — посёлок Хлебный), которые объединял Айгурский сельский Совет.
В начале 1940-х в населённом пункте действовали начальная школа, медицинский пункт, магазин. Согласно карте Генштаба Красной армии, изданной в 1942 году, Харитоновский состоял из 28 дворов. Во время Великой Отечественной войны несколько сотен местных жителей ушли на фронт, из них более 200 не вернулись обратно.
В 1950—1960-х годах в посёлке началось строительство новых жилых домов, появилось радиовещание.
В 1964 году Указом Президиума ВС РСФСР посёлок Центральная усадьба совхоза «Айгурский» был переименован в Айгурский. В 1967 году хутор Харитоновский снят с учёта.
К середине 1960-х годов все усадьбы совхоза № 20 были обеспечены электроэнергией и водоснабжением. В посёлке Айгурский разместился целый квартал двухэтажных жилых зданий, появились водопроводные колонки на улицах, были построены больница на 25 коек и магазин.
В 1966 году численность населения Айгурского составила 1,3 тыс. человек. На 1 марта 1966 года в Айгурский сельсовет входили 4 населённых пункта: Айгурский (административный центр), Водный, Хлебный и Ясный (бывший посёлок Третья ферма совхоза «Айгурский»):8.
Согласно карте Генштаба ВС СССР 1978 года издания, в посёлке числилось 158 дворов.
В 1980-е годы в Айгурском велось активное жилое строительство, открылись новый детский сад и пекарня. 
До 16 марта 2020 года посёлок был административным центром упразднённого Айгурского сельсовета.

## Население
| 1989 | 2002 | 2010 | 2014 |
| ---- | ---- | ---- | ---- |
| 1065 | ↘741 | ↘720 | ↗800 |

По данным переписи 2002 года, в национальной структуре населения преобладают русские (86 %).

## Инфраструктура
- Айгурский территориальный отдел администрации Апанасенковского муниципального округа
- Дом культуры
- Фельдшерско-акушерский пункт[40]
- Общественное открытое кладбище площадью 13000 м²[41]

## Образование
- Детский сад № 3 «Ручеёк» на 35 мест
- Средняя общеобразовательная школа № 5 на 300 мест

## Экономика
- Общество с ограниченной ответственностью сельскохозяйственное предприятие «Айгурский»[42] — выращивание зерновых и зернобобовых культур, является бюджетообразующим
- Племзавод

## Памятники
- Памятник воинам, павшим в годы Великой Отечественной войны